# Anloo
Anloo est un village néerlandais de la commune de Aa en Hunze, situé dans la province de Drenthe. Le 1er janvier 2020, la population s'élevait à 435 habitants.

## Géographie
Le village est situé à 6 km au nord de Gieten, siège de la commune, et à 10 km au nord-est d'Assen.

## Histoire
Anloo était une commune indépendante avant le 1er janvier 1998, date à laquelle elle disparaît et fusionne avec celles de Gasselte, Gieten et Rolde pour former la nouvelle commune d'Aa en Hunze.
Elle comprenait les villages d'Anderen, Annerveenschekanaal, Eext, Eexterveen, Eexterveenschekanaal, Eexterzandvoort, Gasteren, Nieuw-Annerveen, Oud-Annerveen, Schipborg et Spijkerboor.